# Съезд в Гонсаве (картина)
«Съезд в Гонсаве» (пол. Sejm w Gąsawie) — картина польского художника Яна Матейко на исторический сюжет, создававшаяся в 1866 году и оставшаяся незаконченной. Эскиз хранится в Национальном музее во Вроцлаве.
Темой для картины стала встреча польских князей в городе Гонсава в Куявии, которая состоялась в 1227 году. На съезд собрались почти все Пясты, но урегулировать противоречия и договориться о совместных действиях против пруссов и Святополка Поморского не удалось: на Гонсаву напали, так что князь краковский Лешек Белый был убит, а князь вроцлавский, легницкий и бжегский Генрих Бородатый — тяжело ранен.
Матейко изобразил встречу Пястов. Слева сидит Лешек Белый, правее — Генрих Бородатый. Ссутулившийся человек в чёрном, сидящий в профиль к зрителю, — Владислав Одонич из великопольской ветви династии. Справа стоит Конрад Мазовецкий, а за ним видна фигура тевтонского рыцаря.